# Krucifix (Dřevěnice)
Pískovcový krucifix stojí na východním okraji obce Dřevěnice v okrese Jičín u křižovatky silnic vedoucích do Radimi a Studeňan. Před výstavbou krucifixu se na stejném místě nalézal dřevěný kříž zachycený na mapě stabilního katastru z roku 1842.

## Popis
Pískovcový krucifix stojí na dvou pískovcových stupních. Na vrchním stupni je postaven obdélný sokl s vrytým vročením: L. P. 1876. Na soklu vzadu vyryto: zh. O. Mencl / z Vojic. 
Na soklu stojí obdélný podstavec zakončený profilovanou římsou, která je z čelní strany segmentově zvlněna. Centrální část tvoří orámovaná nika s vytesaným textem: Ejhle znamení Boha / živého! Zjev: 7,2. / Smrtí kříže dů / kaz lásky jisté po /dal jsi nám milý / Jezu Kriste / V nás též rozněl / lásky plamen / k Tobě Boží Synu,/ Amen! 
Pod nikou se nachází drobná a výrazně plochá reliéfní mušle. Boky jsou ozdobeny volutami. Na ose hlavice je posazena zdobná kartuše. Na profilované římse je usazen kříž s mrtvým tělem Krista. Břevna kříže jsou zakončena trojitým bobulovým motivem. Nad hlavou Krista je nápisová deska IN/RI. 